# Theresa Ikoko
Theresa Ikoko (Londres, Reino Unido) es una psicóloga y dramaturga afro-británica reconocida por su obra Girls y galardonada con los premios Alfred Fagon y George Devine como una de las dramaturgas más prometedoras.
Ikoko estudió Psicología y realizó sus estudios de máster en Criminología y Psicología Criminal. Desde entonces su carrera se centró en trabajos sociales en prisiones y zonas de exclusión social. También ha realizado diversos talleres artísticos. 

## Obras
- The Race Card (2013)
- Visiting Hours (2014)
- Normal (2014)
- Girls (2015)

## Premios
- 2015 - Alfred Fagon Award por su obra Girls.[4]
- 2016 - Verity Bargate Award (finalista).
- 2016 - George Devine Award.